# もっけ
『もっけ』は、熊倉隆敏による日本の漫画。2000年8月、『アフタヌーンシーズン増刊』（講談社）No.4 Summerで連載開始。『アフタヌーンシーズン増刊』がNo.14 初冬号（2002年10月）で休刊したため、2003年3月号より『月刊アフタヌーン』（講談社）に隔月で掲載され、2009年7月号に完結した。単行本は全9巻が刊行された。
テレビアニメ化され、2007年10月から2008年3月までメ〜テレほかで放送された。

## 作品概要
タイトルの『もっけ』とは勿怪のこと。体質のせいで勿怪を身辺に招き寄せてしまう姉妹の日常で起こる様々な出来事を描く。基本的に一話読み切り形式の連作短編で、妖怪や自然との共存がテーマの牧歌的な作品である。一風変わったその作風と物語作りの巧みさから好評を博し、上記のように長期にわたって連載が続いた。連載作品の舞台である神峯町は、作者の出身地である栃木県の農村部であるといわれている。なお、この漫画は時系列がシャッフルされているため、次の話が前の話の過去のエピソードを描いている場合がある。

## あらすじ
勿怪が見える姉・檜原静流（ひばらしずる）と、勿怪に憑かれやすい妹・檜原瑞生（ひばらみずき）。姉妹2人は、特異な体質から勿怪とともに呼び寄せてしまう様々な事件を、拝み屋を副業にしている祖父の助力と助言で乗り越えながら、少しずつ成長していく。

## 登場人物

### 檜原家
檜原静流（ひばら しずる）
巫覡の家系の娘。初登場時は中学2年生。物語後半で女子高に進学し、最終回時は高校2年生。勿怪など普通の人には見えないモノを見る見鬼（霊視）の眼を持つ。引っ込み思案で、やや内向的な性格。清楚な感じの美少女で、中学時代は男子生徒の間で密かに人気があった。困っている人を見捨てられない性格で、そのせいでしばしば自分からトラブルを背負い込むこともあり、祖父に言わせれば「おせっかい」なところがあるという。自分の霊能力や祖父の影響もあって民俗学や勿怪に関心が強く、そういった関連の本をよく読んでいる。そのため読書が好きで、中学・高校と文芸部に所属していた。勿怪に関する知識はそれなりにあるが、祖父のような勿怪を祓うための特殊な技はない。
檜原瑞生（ひばら みずき）
静流の妹。初登場時は小学五年生。物語後半で中学に進学し、最終回時は中学2年生。勿怪に憑依されやすい憑坐（憑童）の体質を持つが、姉のように勿怪を直接見ることはできない（勿怪の声や勿怪が立てる物音を聞いたりはできる）。勿怪に取り憑かれると操られたり体調を崩したりするため、祖父が作った護符を常に護身用に持ち歩いている。姉とは対照的で活発な性格。しかし多少おっちょこちょいで軽率なところがあり、そのためにいらぬ失敗をすることも少なくない。社交的で友人は多い。年下への面倒見が良く、低学年の子供たちからも慕われている。運動が大得意で、物語後半からは柔道を始める。あまりに活発なために男っぽく見られ、姉と違って男子生徒の目を引くようなことはない。教室で派手にずっこけ、体育ジャージのズボンが脱げてしまった時も、男子生徒が色めき立つことはまったくなかった。
檜原の爺さん
静流と瑞生の母方の祖父。特異な能力を持つ2人の孫娘を親元から預かっている。本人もモノを見る見鬼（霊視）の眼を持ち、本業の農業をやる傍ら、時折拝み屋を請け負う事もしている（現在は老齢のため依頼を受けるのを減らしている）。寡黙で厳格な性格だが孫想いであり、自分の霊能力に悩む孫たちが独り立ちできるよう、厳しくも温かくフォローをしている。民俗学に精通し、地元の歴史民俗資料館で非常勤の顧問もしている。だいぶ前に妻（静流と瑞生の母方の祖母）を病気で亡くし（アニメでは存命）男手一つで孫たちを育てている。
檜原千歳（ひばら ちとせ）
静流と瑞生の母親。父や娘たちのような、勿怪に関わる能力はない。常人には無い檜原家の能力を継いだ娘たちが凶悪な勿怪たちが跋扈している都会の生活に耐えられないため、やむを得ず娘たちを比較的安全な田舎の父の元に預け、都合のつく時に会いに来ている。勿怪に関わる能力がないため、その方面への理解はないが、娘たちのことを一番に考えており、物事に現実的に対処できるように望んでいる。そのため父が娘たちに勿怪の知識などを教えるのを快く思っていない。
檜原の父さん
静流と瑞生の父親。妻と違って、娘たちの霊能力を否定的には考えておらず、義父が勿怪の知識を教えることにも理解を示している。その一方で、世間体を気にして娘たちを精神病者扱いしている両親（静流達にとって、父方の祖父母）や、兄の一家との間に確執を抱えている。旧姓・宗像（むなかた）。漁村出身。
三毛さん（みけさん）
檜原家の飼い猫。三毛猫のメス。それなりに高齢であり、稀に居なくなる。作者の実家にいた実在の同名の猫がモデルとなっており、作中で静流や瑞生の会話や愚痴をきいているような素振りを見せることもある。

### ご近所
日吉啓子（ひよし けいこ）
檜原家の隣に住む会社員。同居している家族に早く結婚相手を見つけろと説教されるのが悩みの種。静流と瑞生は祖父が留守の際、彼女の家にお世話になっている。瑞生の体質のことは知らないが、何かと障害があることに幼い頃の自分を重ねるため、同情的。

### 静流の知人
亜季（あき）
静流の幼馴染で、中学時代の級友。
飯塚信乃（いいづか しの）
静流の中学時代の級友。中学時代は同じ文芸部員だった。客観的な視点と的確な突っ込みで暴走しがちな友人・芙美を止める事が多い。
松永芙美（まつなが ふみ）
静流の中学時代の級友。オカルト好きで、色んなネタを仕入れてくるが、飽きっぽい。行動派で、晴れ女なのが自慢。
葛城佐保（かつらぎ さほ）
静流の年上の友人。高校の文化祭で知り合った芙美の紹介で出会った。生真面目で深く物事を考えすぎるために、視界を遮る煙々羅に包まれることがある。祖母の死を切っ掛けに幽霊や妖怪、死後の世界など「目に見えぬ世界」に対して強い興味を抱いていて、資料館での静流の祖父の勉強会に熱心に顔を出している。
御崎柊子（みさき とうこ）
静流の高校の級友。同じ寮で静流と同じように勿怪を見る眼を持っている。幼少の頃は宗教団体をしている実家で、祖母によって透視力者として祭り上げられていたが、祖母が引退した今では実家に疎んじられ、寮生活を余儀なくされる。自分の霊能力による過去の経験から、他人との関わりを嫌がり、高校内でも孤立している。
清水（しみず）
静流の高校の級友。同じ寮に住む、気さくに話し合える友人。
百瀬（ももせ）
静流の高校の級友。ぽっちゃりした体型で巨乳。手芸部所属。一人っ子で、静流を姉のように慕っており、静流と共通の秘密を持つ御崎に敵意を抱いている。
茅森（かやもり）
静流の高校の教師。友人の千歳の依頼で、静流の面倒やカウンセリングを引き受けている。静流がモノを見る事は知っているが、当人はそれを軽い精神病から来る幻覚症状と解釈している。

### 瑞生の知人
久佐子（ひさこ）、優（ゆう）、真樹（まき）
瑞生の小学時代からの同級生で、行動を共にする友人。
高津（たかつ）
瑞生の同級生で想い人。優たちも瑞生の恋心に気付いている。しかし瑞生は男勝りな性格なため、彼と喧嘩ばかりしている。
笠間（かざま）
高津の友達。瑞生の小学時代からの同級生。
藤谷（ふじたに）
瑞生の小学時代の担任。
柴田（しばた）
瑞生の中学の同級生で、同じ女子柔道部員。瑞生とは対照的で、ひ弱で引っ込み思案な性格。自分の性格を変えるため、瑞生を誘って自ら柔道部に入部。
上村（かみむら）
瑞生の中学の1年先輩で、同じ女子柔道部員（アニメでは小学時代の瑞生が通う柔道場の先輩）。柔道の素質があるらしく、練習にでなくともそれなりに強い。
水沢厚実（みずさわ あつみ）
瑞生と同じように勿怪に憑依されやすい憑坐（憑童）能力がある小学生。同じ霊障に苦しむ瑞生を姉のように慕い、時々一緒に修行している。

### 祖父の知人
住職さん
檜原家の菩提寺の住職。厚実の遠縁。檜原の爺さんによく除霊の手伝いを頼む間柄で、静流と瑞生の霊能力の数少ない理解者。
伊福部（いふくべ）
檜原の爺さんの弟弟子。飄々とした風貌で各地を放浪しているらしい。御崎と浅からぬ因縁がある。

## 既刊一覧
第6巻、8巻、9巻には番外編の短編・「豆もっけ」が収録されている。
- 1巻 01 - 06話 ISBN 4-06-314297-3
- 2巻 07 - 12話 ISBN 4-06-314318-X
- 3巻 13 - 18話 ISBN 4-06-314341-4
- 4巻 19 - 24話 ISBN 4-06-314374-0
- 5巻 25 - 29話 ISBN 4-06-314402-X
- 6巻 30 - 34話 ISBN 4-06-314435-6
- 7巻 35 - 39話 ISBN 978-4-06-314468-0
- 8巻 40 - 44話 ISBN 978-4-06-314521-2
- 9巻 45 - 50話 ISBN 978-4-06-314574-8

## サブタイトル
基本的に、登場する妖怪・怪異などがサブタイトルになっている。ただし、本編中では名前が言及されないこともある。
1. ウバリオン
2. オクリモノ
3. ナガレイズナ
4. ミノムシ
5. スダマガエシ
6. ワライヤミ
7. モクリコクリ
8. シロウネリ
9. ミコシ
10. バタバタ
11. クダンノコト
12. ヒョウタンナマズ
13. マジモノ
14. イナバヤマ
15. ウシロガミ
16. マメオトコ
17. ケサランパサラン

1. ダイマナコ
2. エンエンラ
3. ミツアシガエル
4. カミナリガリ
5. トオリカゼ
6. ジャタイ
7. イソオンナ
8. ツエザクラ
9. ヒヨリモウシ
10. ロクサン
11. ヤマウバ
12. カマイタチ
13. オマモリ
14. ジャノメ
15. ウンガイキョウ
16. メクラベ
17. オモカゲ

1. ソラバヤシ
2. ヌッペッポウ
3. テオイモノ
4. ノデッポウ
5. バケジゾウ
6. カゲトリ
7. モノミゴイ
8. カクレザトウ
9. ノブスマ
10. アクガレ
11. ショウジョウ
12. キツネマド
13. ノヅチ
14. ノジュクビ
15. ノヅチオトシ
16. ヒノデ

## テレビアニメ
2007年10月よりメ〜テレ制作、TOKYO MX、ABCで『メ〜テレ自社制作深夜アニメ枠』放映作品としては初の2クール放送となった。
本作終了後、ABCでは約9か月間ほど深夜アニメが放送休止状態になった（2009年1月より『黒神 The Animation』が放送開始したが、同年6月末に放送終了してからは2012年10月に『水曜アニメ＜水もん＞』がスタートするまで3年間深夜アニメのない状態が続いた）。

### 声の出演
- 檜原静流 - 川澄綾子
- 檜原瑞生 - 水樹奈々
- お爺ちゃん - 堀勝之祐
- お婆ちゃん - 京田尚子
- お父さん - 古川登志夫
- お母さん - 三石琴乃
- 亜季 - ゆかな
- 信乃 - 藤村知可
- 芙美 - 小笠原亜里沙
- 久佐子 - 橋本まい
- 優 - 遠藤綾
- 高津 - 釘宮理恵
- 笠間 - 斎藤千和
- 藤谷先生 - 川瀬晶子
- 日吉のおばさん - 佐藤智恵
- 日吉啓子 - 早水リサ
- 葛城佐保 - 桑島法子
- 上村 - 大村香奈子
- クラスメイト - 中塚玲、寺谷美香、佐々木日菜子
- 各話ゲストキャラクターは各話リストの欄に記載。

### スタッフ
- 監督・絵コンテ - 西田正義
- シリーズ構成 - 長津晴子
- キャラクターデザイン・総作画監督 - 河口俊夫
- 美術デザイン - 西田稔
- 美術監督 - 柴田正人
- 色彩設定 - 吉田めぐみ
- 撮影監督 - 中村圭介
- 編集 - 内田渉
- 音響監督 - 三間雅文
- 音楽 - 池頼広
- 音楽プロデューサー - 飯泉朝一
- エグゼクティブプロデューサー - 丸田順悟
- プロデューサー - 高谷与志人、岩瀬安輝、針生雅行
- アニメーションプロデューサー - 宇田川純男、橋本信太郎
- アニメーション制作 - マッドハウス、手塚プロダクション
- 制作 - メ〜テレ
- 製作 - もっけ製作委員会（エイベックス・エンタテインメント、マッドハウス、講談社）

### 主題歌
オープニングテーマ「ココロの跡」
歌・作詞 - 小坂りゆ / 作曲・編曲 - 酒井陽一
第4話、第10話、第12話、第14話では挿入歌として使用。ミツアシガエル（DVD特典）では劇中でinstrumentalバージョンを使用。
エンディングテーマ「パノラマ」
歌 - 橋本まい / 作詞・作曲・編曲 - かの香織
第24話ではアレンジバージョンを使用。

### 各話リスト
| 話数 | サブタイトル              | 脚本     | 演出             | 作画監督          | ゲスト |
| ---- | ------------------------- | -------- | ---------------- | ----------------- | --- |
| 1    | ミコシ                    | 長津晴子 | 内田裕           | 内田裕            | - |
| 2    | ナガレイズナ              | 長津晴子 | 吉村文宏         | 瀬谷新二          | イズナ - 中尾隆聖 |
| 3    | オクリモノ                | 長津晴子 | 熨斗谷充孝       | 小田裕康 清水恵蔵 | 亜季の兄 - 三木眞一郎                                                                                                  |
| 4    | ワライヤミ                | 待田堂子 | 竹内啓雄         | 杉野昭夫          | 飯田朋子 - 名塚佳織 漫才A - 伝坂勉 漫才B - 仁科洋平                                                                    |
| 5    | ヒヨリモウシ              | 長津晴子 | 鈴木卓夫         | 片山みゆき        | 高梨 - 中村悠一 高梨の友達 - 手塚祐介 審判 - 伝坂勉 相手チームA - 逢坂力 相手チームB - 中西英樹 相手チームC - 仁科洋平 |
| 6    | ケサランパサラン          | 谷村典子 | 内田裕           | 内田裕            | 澤田 - 大塚周夫 |
| 7    | ジャタイ                  | 待田堂子 | しのゆきひろ     | 宍倉敏            | 榎本 - 高山みなみ 久佐子の母 - 大村香奈子                                                                              |
| 8    | ヤマウバ                  | 谷村典子 | 吉村文宏         | 斉藤圭太 篠原隆   | ヤマウバ - 上村典子 深田麻美 - 石松千恵美 バスガイド - 大竹裕子                                                        |
| 9    | エンエンラ                | 谷村典子 | 竹内啓雄         | 高柳久美子        | - |
| 10   | カマイタチ                | 待田堂子 | 吉村文宏         | 瀬谷新二          | カマイタチ - うえだゆうじ 子分 - 代永翼                                                                                |
| 11   | ダイマナコ                | 谷村典子 | 牧野吉高         | 金子匡邦          | ダイマナコ - 龍田直樹 モノA - 坂口候一 モノB - 伝坂勉 子供A - 西優子 子供B - 寺谷美香                                  |
| 12   | マジモノ                  | 谷村典子 | 牧野吉高         | 長野まりえ        | 野球部員 - 松尾大亮 バレー部員 - 新沼文那                                                                              |
| 13   | マメオトコ                | 長津晴子 | 吉村文宏         | 中川航            | マメオトコ - 滝口順平 有田 - 阪口大助 柿本 - 古島清孝                                                                  |
| 14   | ツエザクラ                | 長津晴子 | 株本毅           | 片山みゆき        | - |
| 15   | ミノムシ                  | 待田堂子 | しのゆきひろ     | 宍倉敏            | 家の人 - 森夏姫 サラリーマン - 金野潤                                                                                  |
| 16   | ソラバヤシ                | 待田堂子 | しのゆきひろ     | 宍倉敏            | 古関 - 竹内順子 クラスメイト - 新沼文那                                                                                |
| 17   | スダマガエシ              | 待田堂子 | 吉村文宏         | 斉藤圭太 篠原隆   | 木魅 - 野沢那智 日吉一真 - 石川寛美 日吉のおばあちゃん - 津田匠子                                                      |
| 18   | バタバタ                  | 長津晴子 | 北川正人         | 桜井木ノ実        | 大垣薫 - かかずゆみ 薫の祖父 - 麻生智久 薫の父 - 伝坂勉 薫の母 - 大村香奈子                                            |
| 19   | メクラベ                  | 谷村典子 | まつもとよしひさ | 高柳久美子        | 骸骨 - 納谷六朗 コーチ - 坂口候一                                                                                      |
| 20   | カミナリガリ              | 待田堂子 | 吉村文宏         | 片山みゆき        | 中原 - 森川智之 中原の母親 - 寺内よりえ 山本 - 志村知幸 中原（少年時代） - 小平有希 男 - 四宮豪                        |
| 21   | テオイモノ                | 谷村典子 | 牧野吉高         | 長野まりえ        | 合田 - 高垣彩陽 井之頭 - 山口眞弓 仲間 - 佐々木日菜子                                                                  |
| 22   | イナバヤマ                | 待田堂子 | 鈴木卓夫         | 高柳久美子        | 猫又 - 野沢雅子 |
| 23   | ロクサン                  | 谷村典子 | 長岡義孝         | 片山みゆき        | ロクサン - 内海賢二 永澤怜子 - 平野綾 怜子の母 - 小林優子 怜子の祖母 - 小林美奈                                        |
| 24   | オモカゲ                  | 長津晴子 | 鈴木幸雄         | 宍倉敏            | 冬吾 - 雪野五月 |
| 00   | トオリカゼ（DVD特典）     | 待田堂子 | 竹内啓雄         | 河口俊夫          | 店主 - 坂熊孝彦 |
| 00   | ミツアシガエル（DVD特典） | 長津晴子 | 宮村文宏         | 中川航            | カエル - 井上喜久子 |

### 放送局
| 放送地域   | 放送局   | 放送期間                      | 放送日時           | 放送系列         | 備考             |
| ---------- | -------- | ----------------------------- | ------------------ | ---------------- | ---------------- |
| 中京広域圏 | メ〜テレ | 2007年10月2日 - 2008年3月25日 | 火曜 26:45 - 27:15 | テレビ朝日系列   | 制作局           |
| 東京都     | TOKYO MX | 2007年10月7日 - 2008年3月16日 | 日曜 23:30 - 24:00 | 独立UHF局        | アニフリ枠       |
| 近畿広域圏 | 朝日放送 | 2007年10月10日 - 2008年4月2日 | 水曜 26:51 - 27:21 | テレビ朝日系列   |                  |
| 日本全域   | AT-X     | 2007年12月26日 - 2008年6月4日 | 水曜 9:30 - 10:00  | アニメ専門CS放送 | リピート放送あり |

### DVD
全9巻。各巻とも初回特典としてブックレットが封入されている。
1. もっけ 其の壱（2008年1月25日発売、1 - 2話収録・初回版のみ未放送話収録DISC、原作者描き下ろしスリーブケース付属）
2. もっけ 其の弐（2008年2月22日発売、3 - 5話収録）
3. もっけ 其の参（2008年3月28日発売、6 - 8話収録）
4. もっけ 其の肆（2008年4月25日発売、9 - 11話収録）
5. もっけ 其の伍（2008年5月23日発売、12 - 13話、未放送話収録）
6. もっけ 其の陸（2008年6月27日発売、14 - 16話収録）
7. もっけ 其の漆（2008年7月25日発売、17 - 19話収録）
8. もっけ 其の捌（2008年8月22日発売、20 - 22話収録）
9. もっけ 其の玖（2008年9月26日発売、23 - 24話収録・サウンドトラックCD付属）

レンタル版はセル版と異なり各巻2話ずつ収録の全13巻となっており、未放送話2本は最終巻に収録されている。

## 地元との関わり
- 原作にて、栃木県立栃木高等学校の校門と校舎などが描かれている（第一高校の名前で登場する）。実際は男子校であるが、作品では男女共学校の扱いである。
- 第5巻90ページに校門と校舎、校舎内の様子がある。
- 栃木高校の図書館に単行本が蔵書として置かれている。また、作者の出身高校ではないが國學院大學栃木高等学校の校舎や寮なども描かれている。